# 樋口和彦
樋口 和彦（ひぐち かずひこ、1927年3月29日 - 2013年8月25日）は、日本の宗教心理学者、同志社大学名誉教授。京都文教大学学長。

## 生涯
横浜市生まれ。本籍は佐賀県。青山学院専門学校英文科卒、1955年同志社大学神学部卒業、1957年同大学院神学研究科修士課程修了。
米国ボストンのアンドーヴァー・ニュートン神学校で修士課程、博士課程修了、ドクター・オブ・ミニストリー。1961年同志社大学神学部助手、専任講師、1965年助教授、1970年教授、1971-1973年、1980-1983年神学部長、学術情報センター所長、1969-1973年学校法人同志社理事、評議員。
1998年定年、名誉教授、京都文教大学教授、学長。2009年退職。スイス・チューリヒのユング研究所に三度にわたり研修に行き、ユング派精神分析家。臨床心理士。2007年秋の叙勲で瑞宝中綬章を受章。2013年8月25日、大腸癌のため死去。86歳没。
学校法人家政学園常務理事、日本いのちの電話連盟理事長、社会福祉法人京都いのちの電話理事長、日本ユングクラブ会長、国際箱庭療法学会副会長、日本基督教団京都丸太町教会担任教師、日本ユング心理学会会長。

## 著書
- 『ユング心理学の世界 』（創元社） 1978
- 『「永遠の少年」元型 / 女神の元型』（山王出版） 1986
- 『聖なる愚者』（創元社） 2002

## 共編著
- 『生と死の教育 デス・エデュケーションのすすめ』（平山正実、創元社） 1985.11
- 『ファンタジーグループ入門』（岡田康伸共編著、創元社） 2000.6
- 『イメージによるグループワークの実際 ファンタジーグループの体験から』（岡田康伸、至文堂、「現代のエスプリ」別冊） 2007.7

## 翻訳
- 『心理療法の光と影 援助専門家の<力>』（A・グーゲンヴィル=クレイグ、安渓真一共訳、創元社、ユング心理学選書2） 1981.7
- 『結婚の深層』（A・グッゲンビュールークレイグ、武田憲道共訳、創元社、ユング心理学選書3） 1982.2
- 『自殺と魂』（ジェームス・ヒルマン、武田憲道共訳、創元社、ユング心理学選書4） 1982.11
- 『女性の神秘 月の神話と女性原理』（M・エスター・ハーディング、武田憲道共訳、創元社、ユング心理学選書8） 1985.8
- 『内的世界への探求 心理学と宗教』（ジェームス・ヒルマン、武田憲道共訳、創元社、ユング心理学選書19） 1990.6